# Segherio Felice Seghieri
Segherio Felice Seghieri (Montecarlo, 29 marzo 1721 – Montecarlo, 31 luglio 1759) è stato un vescovo cattolico italiano.

## Biografia
Nato il 29 marzo 1721 a Montecarlo da Francesco Maria Seghieri e Maria Lisabetta Doni, fu nominato vescovo di Sovana da papa Benedetto XIV nel 1751, all'età di trent'anni. In qualità di vescovo, compì la prima visita pastorale nel 1752.
Morì nel paese natio il 31 luglio 1759, all'età di trentotto anni.

## Genealogia episcopale
La genealogia episcopale è:
- Cardinale Scipione Rebiba
- Cardinale Giulio Antonio Santori
- Cardinale Girolamo Bernerio, O.P.
- Arcivescovo Galeazzo Sanvitale
- Cardinale Ludovico Ludovisi
- Cardinale Luigi Caetani
- Cardinale Ulderico Carpegna
- Cardinale Paluzzo Paluzzi Altieri degli Albertoni
- Cardinale Flavio Chigi
- Papa Clemente XII
- Cardinale Giovanni Antonio Guadagni, O.C.D.
- Vescovo Segherio Felice Seghieri